# Ictalurus mexicanus
Ictalurus mexicanus is een straalvinnige vissensoort uit de familie van de Noord-Amerikaanse katvissen (Ictaluridae). De wetenschappelijke naam van de soort is voor het eerst geldig gepubliceerd in 1904 door Meek.